# Leichtathletik-Weltmeisterschaften 2013/Teilnehmer (Kiribati)
| Gelbes Symbol für Goldmedaillen mit stilisierten Olympischen Ringen | Graues Symbol für Silbermedaillen mit stilisierten Olympischen Ringen | Braundes Symbol für Bronzemedaillen mit stilisierten Olympischen Ringen |
| ------------------------------------------------------------------- | --------------------------------------------------------------------- | ----------------------------------------------------------------------- |
| —                                                                   | —                                                                     | —                                                                       |

Der Leichtathletik-Verband von Kiribati stellte bei den Leichtathletik-Weltmeisterschaften 2013 in der russischen Hauptstadt Moskau einen Teilnehmer.

## Ergebnisse

### Frauen

#### Laufdisziplinen
| Kabotaake Romeri | 100 m | 13,39 s PB | 44 | nicht qualifiziert | nicht qualifiziert | nicht qualifiziert | nicht qualifiziert | nicht qualifiziert | nicht qualifiziert |